# فوسكارنت
فوسكارنت  (بالإنجليزية:  Foscarnet)‏ هو دواء مضاد للفيروسات يستخدم لعلاج عدد من الالتهابات الفيروسية المختلفة مثل الفيروسات الهربسية ,فيروس مضخم للخلايا, أو كعلاج مساعد لمعالجة فيروس العوز المناعي البشري. يتوفر كسائل فقط ويعطى عن طريق القسطرة الوريدية. قد يؤدي العلاج لعدد من الأعراض الجانبية مثل انخفاض في مستوى وظائف الكلى، تغير في معدل املاح الجسم أو اعتلال في الاعصاب كالعصبية، تنميل الاطراف أو الهلوسة.